# Pasimachus
Pasimachus hay còn gọi là bọ chiến binh là một chi bọ cánh cứng, là các loài sinh trưởng tự nhiên ở sa mạc Sonora, tây nam nước Mỹ.

## Các loài
Các loài sau đây đã được ghi nhận
- Pasimachus ambiguus Banninger, 1950
- Pasimachus aurocinctus Chaudoir, 1880
- Pasimachus californicus Chaudoir, 1850
- Pasimachus cardioderus (Chaudoir, 1880)
- Pasimachus cordicollis (Chaudoir, 1862)
- Pasimachus cuestai Kohlmann, 1993
- Pasimachus depressus Fabricius, 1787
- Pasimachus duplicatus LeConte, 1853
- Pasimachus elongatus LeConte, 1846
- Pasimachus imitator Banninger, 1950
- Pasimachus intermedius (Chaudoir, 1880)
- Pasimachus laevisulcatus Bates, 1891
- Pasimachus marginatus (Fabricius, 1787)
- Pasimachus metallicus (Chaudoir, 1880)
- Pasimachus mexicanus Gray, 1832
- Pasimachus obsoletus LeConte, 1846
- Pasimachus pacificus Banninger, 1950
- Pasimachus perpolitus Casey, 1913
- Pasimachus punctulatus Haldeman, 1843
- Pasimachus purpuratus (Putzeys, 1846)
- Pasimachus quadricollis Chaudoir, 1880
- Pasimachus quirozi Flohr, 1887
- Pasimachus rotundipennis Chevrolat, 1834
- Pasimachus sallei Chaudoir, 1862
- Pasimachus sexualis Banninger, 1950
- Pasimachus smithi Bates, 1891
- Pasimachus strenuus LeConte, 1874
- Pasimachus subangulatus (Chaudoir, 1862)
- Pasimachus sublaevis (Palisot de Beauvois, 1811)
- Pasimachus subsulcatus Say, 1823
- Pasimachus tolucanus Chaudoir, 1880
- Pasimachus viridans LeConte, 1858